# Равнина (математика)
Вижте пояснителната страница за други значения на Равнина.
Равнината в геометрията е основен двуизмерен обект.
В триизмерната координатна система, равнината може да се дефинира като множеството от точки, чиито координати удовлетворяват равенството:
{\displaystyle ax+by+cz+d=0},
където a, b, c и d са реални числа, и поне едно от a,b и c е различно от нула.
В евклидово пространство, една равнина се определя от:
- три точки, нележащи на една права
- права и точка, нележаща на правата
- точка и права, перпендикулярна на равнината
- две пресичащи се или успоредни прави, също определят една равнина.

В триизмерното пространство, две различни равнини или се пресичат в права или са упоредни. Права, която не е успоредна на равнината, я пресича в една точка.

## Равнина, определена от точка и нормален вектор
За точката {\displaystyle P_{0}=(x_{0},y_{0},z_{0})} и вектора
{\displaystyle {\vec {n}}=(a,b,c)}, уравнението на равнината изглежда така:
{\displaystyle ax+by+cz=ax_{0}+by_{0}+cz_{0}}
за равнината, минаваща през т. {\displaystyle P_{0}} и перпендикулярна на вектора {\displaystyle {\vec {n}}}.

## Равнина, определена от 3 точки
Уравнението на равнина, минаваща през 3 точки {\displaystyle P_{1}=(x_{1},y_{1},z_{1})}, {\displaystyle P_{2}=(x_{2},y_{2},z_{2})} и {\displaystyle P_{3}=(x_{3},y_{3},z_{3})} може да бъде представено по следния начин:
{\displaystyle {\begin{vmatrix}x-x_{1}&y-y_{1}&z-z_{1}\\x_{2}-x_{1}&y_{2}-y_{1}&z_{2}-z_{1}\\x_{3}-x_{1}&y_{3}-y_{1}&z_{3}-z_{1}\end{vmatrix}}=0}

## Разстояние от точка до равнина
За точката {\displaystyle P_{1}=(x_{1},y_{1},z_{1})} и равнината {\displaystyle ax+by+cz+d=0}, разстоянието от {\displaystyle P_{1}} до равнината е:
{\displaystyle D={\frac {\left|ax_{1}+by_{1}+cz_{1}+d\right|}{\sqrt {a^{2}+b^{2}+c^{2}}}}}

## Ъгъл между две равнини
Ъгълът между равнините {\displaystyle a_{1}x+b_{1}y+c_{1}z+d_{1}=0} и {\displaystyle a_{2}x+b_{2}y+c_{2}z+d_{2}=0} е
{\displaystyle \cos {(\alpha )}={\frac {a_{1}a_{2}+b_{1}b_{2}+c_{1}c_{2}}{{\sqrt {a_{1}^{2}+b_{1}^{2}+c_{1}^{2}}}{\sqrt {a_{2}^{2}+b_{2}^{2}+c_{2}^{2}}}}}}.